# Donald M. Dickinson

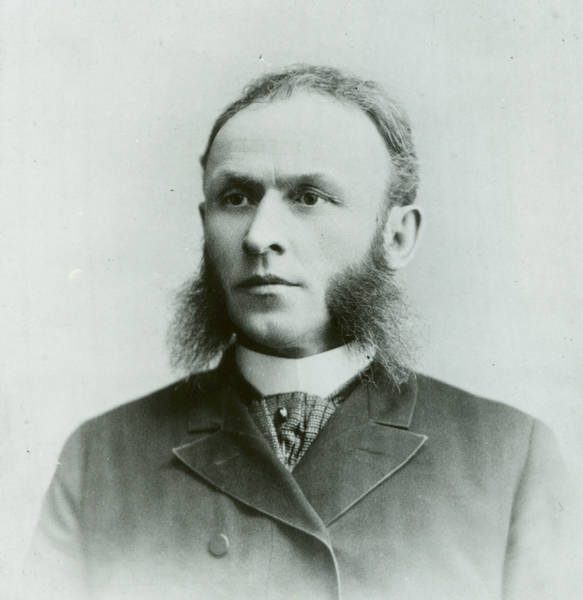
Donald M. Dickinson

Donald McDonald Dickinson (* 17. Januar 1846 im Oswego County, New York; † 15. Oktober 1917) war ein US-amerikanischer Politiker (Demokratische Partei), der unter Präsident Grover Cleveland als US-Postminister amtierte.
Als Dickinson zwei Jahre alt war, zog seine Familie aus dem Staat New York nach Michigan. Er schloss sein Jura-Studium an der Law School der University of Michigan 1867 ab und betrieb danach eine erfolgreiche Kanzlei in Detroit. Dabei verhandelte er zahlreiche Fälle vor dem Obersten Gerichtshof.
Um 1872 herum war Michigan ein von der Republikanischen Partei dominierter Staat. In dieser Zeit engagierte sich Dickinson sehr beim Wiederaufbau der Demokraten in Michigan. Von 1880 bis 1885 gehörte er dem Democratic National Committee an; dabei zählte er schon früh zu den Unterstützern einer Präsidentschaftskandidatur von Grover Cleveland.
Nachdem Cleveland die Wahl von 1884 dann auch für sich entschieden hatte, bot er Donald Dickinson einen Posten in der neu geschaffenen Kommission für den Öffentlichen Dienst an, doch dieser lehnte ab. Erst 1887 akzeptierte er die Berufung ins Amt des Postmaster General, das er am 6. Januar 1888 antrat. Wenig später war Dickinson erstmals gefordert, als ein Eisenbahnerstreik die Auslieferung der Post zu behindern drohte. Er weigerte sich, Bundestruppen einzusetzen, um den Streik gewaltsam zu beenden; vielmehr änderte er die Auslieferungswege, sodass die Post pünktlich den Empfänger erreichte.
Nach Clevelands Niederlage bei der Präsidentschaftswahl 1888 schied auch Dickinson aus dem Amt und arbeitete wieder als Anwalt in Detroit. 1892 führte er die Delegation aus Michigan bei der Democratic National Convention in Chicago an, die Grover Cleveland erneut als Kandidaten nominierte. Vier Jahre später verließ er die Partei jedoch im Streit nach der Nominierung von William Jennings Bryan als Präsidentschaftsanwärter. Bei der Präsidentschaftswahl 1900 unterstützte er die republikanischen Kandidaten William McKinley und Theodore Roosevelt. Er stand auch 1912 auf Roosevelts Seite, als dieser für die Progressive Partei antrat.
Donald Dickinson starb 1917 und wurde in Detroit beigesetzt. Das Dickinson County in Michigan wurde nach ihm benannt.